# Fokker D.XIII

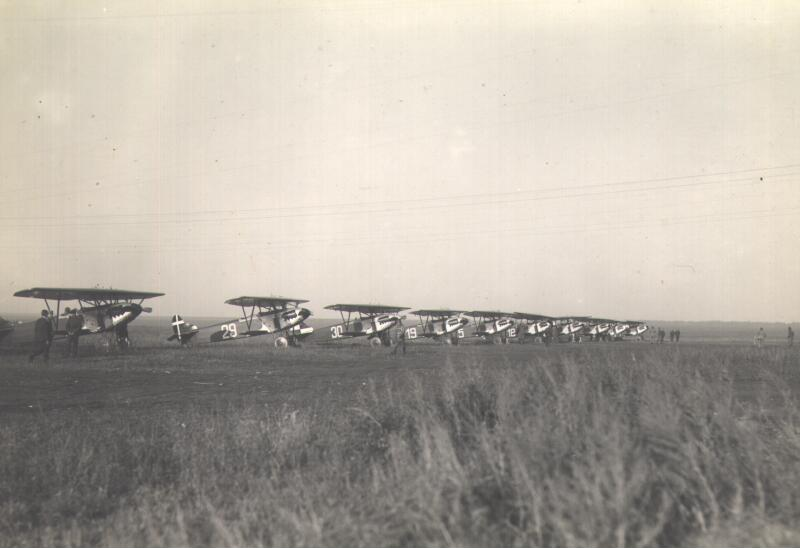
Fokker D.XIII's te Lipetsk

De Fokker D.XIII / P.W.7 was een tweedekker jachtvliegtuig dat door Fokker werd ontwikkeld en gebouwd.
Het lukte Fokker niet om de D.XII te verkopen. Hierom begon hij eigenlijk al direct aan het ontwerpen van een opvolger. Omdat de D.XII eigenlijk een verbeterde D.XI was moest dit een geheel nieuw ontwerp worden. Hieruit kwam het PW-7 ontwerp dat de belangstelling trok van de Amerikaanse legerluchtmacht. Deze gaven het de typeaanduiding PW-7. Het toestel werd getest door de Amerikanen in Nederland en vrijwel direct goedgekeurd. Er werd opdracht gegeven om nog twee toestellen te bouwen. De drie PW-7's waren puur experimenteel. Ze werden naar Amerika verscheept en daar op McCook Field uitgebreid getest. In 1925 werden ze daar buiten dienst gesteld.
De PW-7 werd de basis van de nieuwe Fokker D.XIII. Het was voor een jachtvliegtuig een vrij zwaar toestel maar eenmaal in de lucht was het het snelste jachtvliegtuig ter wereld van dat moment. Die was voor een groot deel aan de goede stroomlijn te danken. Op 16 mei 1926 werden er vier wereldrecords verbroken met de D.XIII die werd gevlogen door ir. Grasé.
Er werden vijftig D.XIII besteld, tegelijk met vijftig D.XI door Hugo Stinnes uit Berlijn. Deze waren officieel bestemd voor Argentinië. Het Verdrag van Versailles verbood namelijk de verkoop van vliegtuigen aan Duitsland. Dit verdrag was echter niet ondertekend door Rusland. Op 16 april 1922 werd het Verdrag van Rapallo tussen Rusland en Duitsland ondertekend. Een gevolg van dat verdrag was dat er toestemming werd gegeven voor het vestigen van een vliegschool bij de Russische plaats Lipetsk. De vijftig toestellen waren bestemd voor de vliegschool van de nieuw opgerichte Luftwaffe. Hier werden tussen 1925 en 1933 125 jachtvliegers en 100 waarnemers opgeleid. Na de sluiting van de school gingen de overgebleven vijftig D.XIII naar de Russen als compensatie voor het gebruik van het vliegveld. Hiervan was slechts de helft luchtwaardig. De Russen kochten ook nog twee D.XIII toestellen bij Fokker. De D.XIII's werden uiteindelijk in 1933 gesloopt.

## Specificaties
- Type: Fokker D.XIII
- Fabriek: Fokker
- Rol: Gevechtsvliegtuig
- Bemanning: 1
- Lengte: 7,90 m
- Spanwijdte: 11,00 m
- Hoogte: 2,90 m
- Leeggewicht: 1220 kg
- Maximum gewicht: 1650 kg

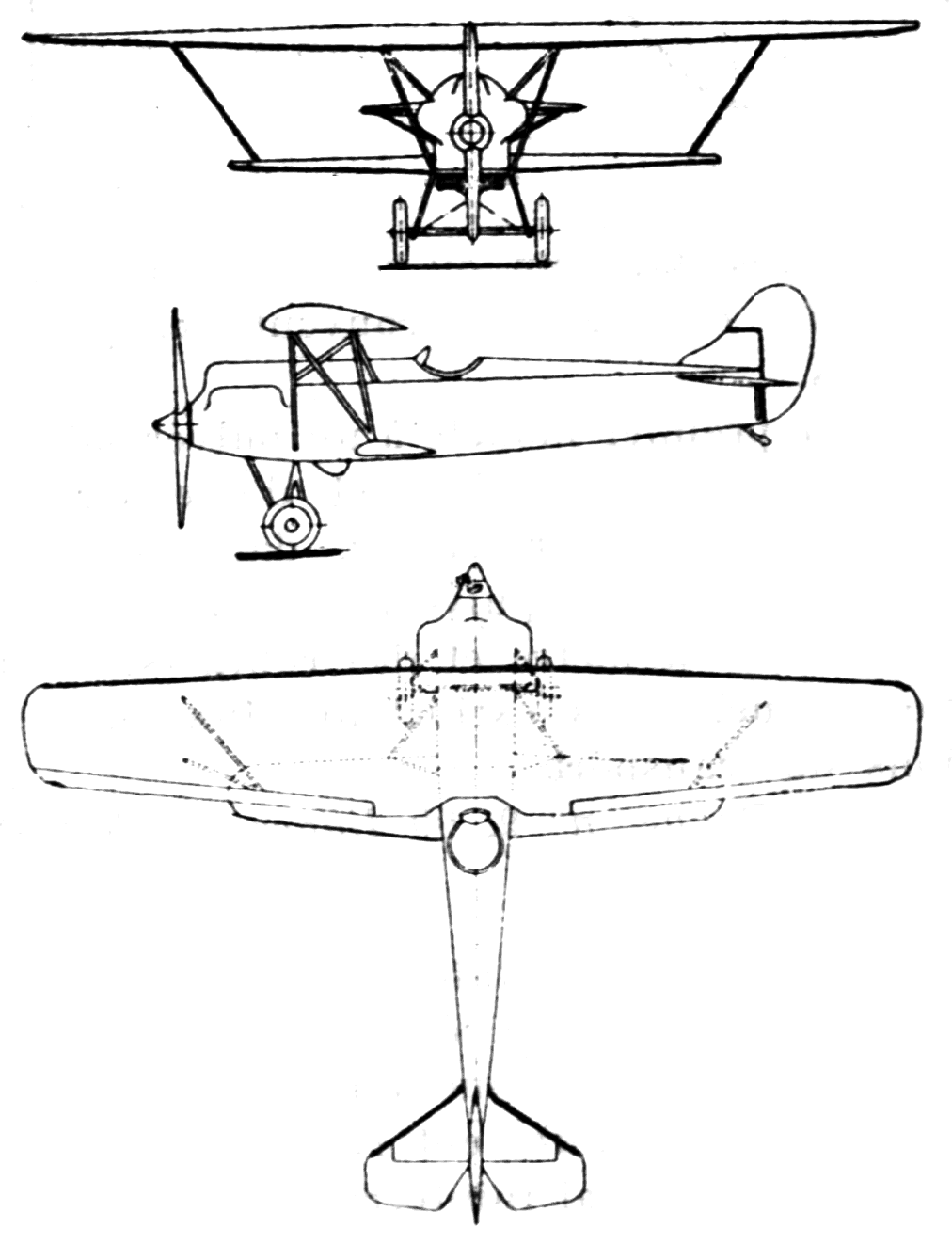
Fokker D.XIII tekening

- Motor: 1 × Napier Lion XI, 425 kW (570 pk)
- Propeller: tweeblads
- Eerste vlucht: 12 september 1924
- Aantal gebouwd: 53

Prestaties
- Maximumsnelheid: 270 km/u
- Vliegbereik: 600 km
- Plafond: 8000 m
- Klimsnelheid: 9,8 m/s

Bewapening
- Boordgeschut: 2 × voorwaarts gericht 7,92 mm LMG 08/15 machinegeweer